# Samsung Galaxy S+
Samsung Galaxy S plus – smartfon firmy Samsung. Telefon ten cechuje się procesorem o taktowaniu 1,4 GHz i 512 MB pamięci RAM.

## Podzespoły

### Procesor
Galaxy S plus jest wyposażony w jednordzeniowy procesor Qualcomm MSM8255T o taktowaniu 1,4 GHz.

### Pamięć
Telefon posiada 512 MB pamięci RAM (Mobile DDR) oraz 8 GB pamięci użytkowej, którą można rozszerzyć do 32 GB przy pomocy karty microSD.

### Wyświetlacz
Galaxy S plus wyposażony jest w 4-calowy ekran dotykowy (pojemnościowy) multi-touch Super AMOLED o rozdzielczości WVGA (480 × 800), co daje 223 pikseli na jeden cal wyświetlacza, jest pokryty szkłem hartowanym (Gorilla Glass).

### Aparat fotograficzny
Galaxy S posiada dwa aparaty fotograficzne (z funkcją kamery wideo). Przedni, umieszczony nad wyświetlaczem, wykonuje zdjęcia z rozdzielczością VGA. Drugi (główny), umieszczony z tyłu telefonu, posiada rozdzielczość 5 MP, a także umożliwia nagrywanie filmów wideo.

### GPS
Smartfon wyposażony jest w odbiornik GPS.

### Inne czujniki
Galaxy S posiada też trzyosiowy akcelerometr.

## Oprogramowanie
Smartfon pracuje pod kontrolą systemu operacyjnego Android 2.3 Gingerbread.